# Pantheon (Paříž)
Pantheon (fr. Panthéon de Paris) je historický objekt v Paříži. Je dominantou města na vrcholku kopce svaté Jenovéfy v Latinské čtvrti. V jeho podzemní kryptě jsou uloženi významní francouzští umělci, myslitelé a vědci jako například Alexandre Dumas starší, Jean-Jacques Rousseau, Voltaire, Victor Hugo, Pierre Curie a Marie Curie-Skłodowská, Émile Zola.

## Historie
Na počátku 6. století byl na tomto místě vybudován klášter sv. Apoštolů, kde byla pohřbena patronka města svatá Geneviève a rovněž zakladatel kláštera, merovejský král Chlodvík I. a jeho druhá manželka Chrodechilda. V 9. století bylo zasvěcení kláštera změněno na sv. Geneviève. Kolem roku 1180 byl starý klášterní kostel nahrazen novou stavbou, která později zchátrala a byla stržena. V 17. století za vlády Ludvíka XIV. plánovali mniši zbořit svůj gotický kostel a nahradit ho novým. V roce 1675 architekt Claude Perrault navrhl kostel ve stylu římské baziliky, ale plán nebyl schválen. Konečné rozhodnutí bylo odloženo o dalších 70 let až do roku 1744. Tehdy Ludvík XV., který v Metách těžce onemocněl, slíbil, že v případě svého uzdravení nechá na vrcholku kopce Sainte-Geneviève vystavět kostel zcela podle přání mnichů. V následujících 10 letech se zajišťovaly peníze na stavbu, mj. byla zvýšena loterijní daň. Jako architekt byl vybrán do té doby neznámý Jacques-Germain Soufflot. V prosinci 1757 povolil král Soufflotův model rozsáhlého kostela s půdorysem řeckého kříže. Byla ihned zahájena stavba základů, na pilířích základů byla vybudována krypta, která se nachází pod celým kostelem.

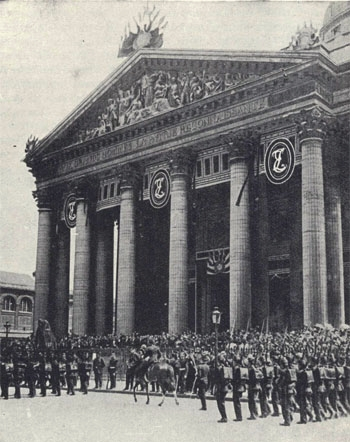
Přenesení ostatků Émila Zoly (1908)

Dne 6. září 1764 Ludvík XV. položil slavnostně základní kámen nové stavby, ovšem stavba byla dokončena až roku 1790, kdy byla na kupoli umístěna lucerna. Tehdy však společenské změny ve Francii zcela změnily původní plány mnichů, krále a Sufflota.
Soufflot svou stavbou zahájil novou éru v architektuře. Obdivoval sice architekturu gotických katedrál, současně ale i klasickou římskou architekturu a zasadil se o její oživení v podobě evropského klasicismu. Vnější forma kostela završeného kupolí a fasádou řecko-římských chrámů upomíná na antickou architekturu. Vzorem stavby se stal Pantheon v Římě, podle kterého se také pařížská stavba nazývá.
Soufflot zemřel v roce 1780, aniž by se dožil dokončení kostela. V práci pokračovali následujících 10 let jeho žáci Maximilien Brébion a Jean-Baptiste Rondelet. Protože byla stavba dokončena až v průběhu Velké francouzské revoluce, byl změněn i její účel. Z kostela se stala národní svatyně určená k uctívání významných osobností francouzské historie. V bývalém kostele měly být umístěny pomníky a v podzemní kryptě jejich hroby. Nejedná se o kryptu v pravém slova smyslu, ale o rozsáhlý labyrint chodeb a kaplí. V roce 1806 byla stavba prohlášena za kostel sv. Jenovéfy, ale v roce 1885 byla opět přeměněna na národní svatyni.
Dne 26. března 1851 pod kupolí provedl fyzik Jean Bernard Léon Foucault se svým kyvadlem pokus dokládající zemskou rotaci.
Na podzim 2007 se Pantheon dostal do většího povědomí médií, když skupina Urban eXperiment tajně opravila jeho nefunkční hodiny.

## Pantheon jako pohřebiště
První osobou pohřbenou v Pantheonu byl v roce 1791 revolucionář Mirabeau. Jeho ostatky ale byly v roce 1793, kdy jeho jméno upadlo v nemilost pro jeho vztahy s královskou rodinou, opět z kostela odstraněny. Stejný osud postihl i jakobína Marata, jeho ostatky byly uloženy v Pantheonu v roce 1794 a již po několika měsících v témže roce opět odstraněny. V roce 1791 zde byl pohřben i Voltaire, jehož ostatky spočívají v Pantheonu dodnes.
Jen ve zcela ojedinělých případech jsou osobnosti pohřbeny v Pantheonu bezprostředně po své smrti, jako např. Victor Hugo a Marie François Sadi Carnot. Většinou jsou jejich ostatky přeneseny až mnoho let po jejich smrti. Tak bylo do Pantheonu přeneseno tělo Alexandra Dumase († 1870) až v roce 2002. Přenesení rakve nebo urny do Pantheonu se nazývá oficiálně panthéonisation (pantheonizace). Návrhy na uložení osobnosti do Pantheonu předkládá Národní shromáždění. Konečné rozhodnutí má francouzský prezident.